# Сапунов, Логин Яковлевич
Логин Яковлевич Сапунов — советский хозяйственный, государственный и политический деятель, Герой Социалистического Труда.

## Биография
Родился 14 (27) октября 1916 году в селе Старая Тояба Чистопольского уезда Казанской губернии. Член КПСС.
С 1934 года — на хозяйственной, общественной и политической работе. В 1934—1980 гг. — слесарь на ремонтном заводе в Баку, выпускник сельскохозяйственного техникума, красноармеец, работник системы профессионально-технического образования, участник Великой Отечественной войны, начальник подсобного хозяйства станкостроительного завода, директор откормочного совхоза в Алейском районе, работник краевой конторы «Заготскот», председатель колхоза «Память Ленина» Марушинского района, начальник управления сельского хозяйства Павловского района, директор совхоза «Павлозаводской».
Указом Президиума Верховного Совета СССР от 11 января 1957 года присвоено звание Героя Социалистического Труда с вручением ордена Ленина и золотой медали «Серп и Молот».
Умер в Павловском районе в 1990 году.